# Luis Jorge González
Luis Jorge González (nacido en San Juan, Argentina, el 22 de enero de 1936, fallecido en Longmont, Colorado, EE. UU. el 3 de febrero de 2016) fue un compositor argentino y educador. Se graduó en la Escuela de Música de la Facultad de Artes de la Universidad Nacional de Cuyo con título de Licenciatura en Piano.  Realizó estudios de posgrado en el Instituto Peabody de la Universidad Johns Hopkins, en Baltimore, donde obtuvo la maestría y el doctorado en Composición. 

Sus obras para orquesta, conjuntos de cámara, coro e instrumentos solistas han sido ejecutadas en importantes salas de concierto y festivales de Estados Unidos, México, Europa, Sudamérica y Japón. Ha ganado numerosos premios y distinciones incluyendo la beca de la Fundación Guggenheim (1978-79), dos primeros premios en Concurso Internacional de composición de  Percussive Arts Society de EE. UU., (1975 y 1979) tercer premio en los concursos Wieniawsky de Polonia, dos veces el Fondo Nacional de las Artes de Argentina, seis veces el premio Trinac (Tribuna Nacional de Compositores) de Argentina, Sociedad Internacional de Contrabajistas (1997 y 2002). Mención especial de la secretaría de cultura de la República Argentina para el Premio Nacional de Composición(2004).	

Ha dado conferencias y cursos especiales en diversas universidades de Estados Unidos, México, y Sudamérica.

Ha sido profesor de teoría de la música en el Instituto Peabody  (U.S.A.), la Universidad Nacional de San Juan (Argentina) y fue profesor emérito de composición de la Universidad de Colorado en Boulder, institución donde enseñó desde 1983 hasta 2003.

## Grabaciones de sus obras
- Rachel Barton, violín. CD: Capricho Latino. Cedille Records.. Obras: Epitalamio tanguero.
- Alejandro Cremaschi and Trio Cordilleras. CD: Las Puertas del Tiempo. Obras: Las Puertas del Tiempo (trio), Sonatina Estival, Luces de Medianoche, De Fiestas y Danzas (piano). Lanzado 11 de agosto de 2009
- Artistas varios. CD: Fervor: The Music of Luis Jorge González. Obras: Fulgores nocturnos (piano), Beyond departure (trombón y piano), Con fervor por Buenos Aires (canto y piano), Sonata elegíaca (viola y piano). Lanzado 12 de junio de 2012.
- Trio Cordilleras. CD: Tango: Body and Soul. Obra: Montaje de la Esperanza (Montage of Hope - violín, chelo y piano). Lanzado 1 de julio de 2015.

## Críticas de su obras
El crítico Phillip Scott caracterizó su música como "genuina" en una crítica del CD Las Puertas del Tiempo aparecida en la revista Fanfare.